# Zwerus de Nooij jr.
Zwerus de Nooij (Bennekom, 31 mei 1924 - Brisbane, 24 augustus 2015) was een Nederlandse verzetsstrijder in de Tweede Wereldoorlog.

## Levensloop
De Nooij werd geboren als de vijfde in een gezin van elf kinderen. Zijn vader runde een constructiebedrijf in Bennekom. De Tweede Wereldoorlog begon dramatisch voor het gezin. Op 13 mei 1940 ontstond er een vuurgevecht boven Bennekom. Vader Jan werd getroffen door een vuurstoot, waarna hij overleed. Nog dezelfde dag wilde zijn zoons hem begraven op de plaatselijke begraafplaats. Een Duitse bataljonscommandant wilde de auto niet doorlaten, maar gaf toe nadat Zwerus, die als enige goed Duits sprak, een woedend betoog had gehouden.
Verderop in de oorlog raakte Zwerus evenals zijn broer Paul betrokken bij het verzet. Hun neef Menno was een van de leiders van de Binnenlandse Strijdkrachten in de regio Ede. In september 1944 landde in het kader van Operatie Market Garden de 1e Luchtlandingsdivisie in de omgeving van Ede. Zij hadden als taak de Rijnbrug in Arnhem te veroveren. De Nooij hield zich in deze periode op in Heelsum en ging voor de Britten werken als gids en tolk. Zij kenden hem alleen onder naam Blue Johnny omdat hij altijd een blauwe overall droeg.
Na de voor de geallieerden verloren Slag om Arnhem werden veel gewonden verpleegd in het Elisabeths Gasthuis in Arnhem. Het verzet zag het als haar verantwoordelijkheid zoveel mogelijk Britse parachutisten te helpen ontsnappen uit krijgsgevangenschap. De Nooij werd door de Arnhemse verzetsman Harry Montfroy naar binnen geloodst. Hij smokkelde een tiental Britten, waaronder brigadegeneraal John Hackett naar buiten, waarna ze werden opgevangen door het Edese verzet. De Sicherheitsdienst koesterde wel een verdenking tegen De Nooij. Hij werd ingerekend en gefouilleerd, maar daarbij werd een brief van dokter Alexander Lipmann Kessel dat De Nooij te vertrouwen was en minstens twaalf Britse soldaten had helpen ontsnappen niet opgemerkt.
De Nooij was ook betrokken bij Operatie Pegasus I. Tijdens deze actie werden in de nacht van 22 op 23 oktober 1944 honderdveertig man, merendeels parachutisten, dwars door de Duitse linies gesmokkeld en tussen Renkum en Wageningen over de Rijn gezet naar bevrijd gebied. Voor het vervoer van een deel van de Britten naar het verzamelpunt werd gebruik gemaakt van auto's van het Rode Kruis. Omdat dit inging tegen de internationaal geldende regels werd besloten om twee Rode Kruis-chauffeurs niet in te lichten. Zij werden door Driekus van de Pol en De Nooij overvallen en kregen een pistool op zich gericht. Daardoor konden de chauffeurs later altijd beweren geen andere keus te hebben gehad.
Enkele weken na Operatie Pegasus werd De Nooij alsnog opgepakt door de Sicherheitsdienst. Hij werd overgebracht naar Kamp Amersfoort. Hij werd op transport gezet richting Duitsland, maar sprong ter hoogte van Apeldoorn uit de trein. Vervolgens dook hij onder in Ede.
Na de oorlog nam De Nooij dienst in het Nederlandse leger. Hij nam deel aan de politionele acties in Nederlands-Indië. In 1954 emigreerde De Nooij naar Australië, waar hij werk vond als accountant.

## Persoonlijk
De Nooij trouwde in 1959 met Beryl Ann Finlay. Met haar kreeg hij een zoon en een dochter. Van de Amerikaanse regering ontving hij de Medal of Freedom en van het Verenigd Koninkrijk ontving hij de King's Medal for Courage in the Cause of Freedom.